# (33937) 2000 LZ31
2000 LZ31 (asteroide 33937) é um asteroide da cintura principal. Possui uma excentricidade de 0.21291320 e uma inclinação de 10.08993º.
Este asteroide foi descoberto no dia 5 de junho de 2000 por LONEOS em Anderson Mesa.